# Землетрясение в Герреро (1907)
Землетрясение в Герреро 1907 года, также известное как землетрясение в Акапулько — Сан-Маркосе 1907 года, произошло примерно в 23:30 по местному времени (05:30 UTC) в воскресенье, 14 апреля 1907 года. Его магнитуда составила 7,9 — 8,2 баллов.
Больше всего от землетрясения пострадали Акапулько и другие города, расположенные недалеко от эпицентра. Кроме того, был нанесен ущерб Мехико. Позднее землетрясение сопровождалось цунами, которое обрушилось на побережье Герреро. Это землетрясение считается одним из крупнейших, зарегистрированных в Мексике в начале XX века.

## Геология

### Происхождение
Землетрясение было сильным и разрушительным, с магнитудой 7,9, согласно данным Национальной сейсмологической службы, опубликованным в 1985 году в списке самых мощных землетрясений, которые когда-либо происходили в Мехико. Однако, по данным Мексиканского общества сейсмической инженерии и других источников Института геофизики УНАМ, магнитуда составила 8,2 (МВт). По оценкам, он длился около полутора минут, хотя местные жители утверждают, что он продолжался до пяти минут. Его эпицентр находился недалеко от порта Акапулько, в сейсмически активном районе, известном как Брекча-де-Герреро.

## Последствия

### Герреро
В порту Акапулько некоторые семьи, потерявшие свои дома во время землетрясения или решившие не возвращаться туда из-за серьёзного ущерба, предпочли разбить временный лагерь на главной площади порта и на центральных улицах. Через полчаса после землетрясения произошло цунами, которое разрушило поселения в низменностях. Поток с лодками достиг того места, где сегодня находится важный проспект Куаутемок — центральная часть порта. Это, в свою очередь, вызвало сильную панику, растерянность и отчаяние, так как в то время в Акапулько не было электричества. Большинство низменных территорий у побережья залива Акапулько оказались затопленными морскими волнами. Они затопили пляжи, поля, фруктовые сады и многие районы, которые в 1907 году ещё не были заселены.
В Акапулько не было зафиксировано ни одного случая гибели людей. Однако сообщалось о значительном материальном ущербе, на восстановление и возвращение к нормальной жизни местных жителей может потребоваться несколько месяцев.

### Мехико
Землетрясение особенно сильно ощущалось в южно-центральной части страны, в частности, в Мехико. В результате были повреждены некоторые здания, включая Национальный дворец, Кафедральный собор, а также храмы Санто-Доминго и Санта-Мария-ла-Редонда. Также поступали сообщения о том, что обрушилась стена в тюрьме Вифлеема, расположенной в колонии Докторов, обрушился Салезианский колледж, разрушился водопровод в Чапультепеке, а также о различных повреждениях нескольких домов. На улицах появились многочисленные трещины в асфальте, особенно на улице Москета. Самая большая из них достигала в длину 218 метров. В результате этого инцидента погибли 2000 человек, а 4000 получили ранения.

## Комментарии
1. 1 2  По данным Национальной сейсмологической службы.
2. 1 2  По данным Мексиканского общества сейсмической инженерии.